# Waza grecka
Waza grecka – naczynie ceramiczne wytwarzane poprzez odciskanie w formie lub wytaczanie na kole garncarskim. Wazy greckie były wytwarzane od końca II tysiąclecia p.n.e. do III w. p.n.e. na obszarach Grecji kontynentalnej, wyspiarskiej, na wybrzeżu Azji Mniejszej, na Sycylii oraz w południowej Italii.

## Funkcja

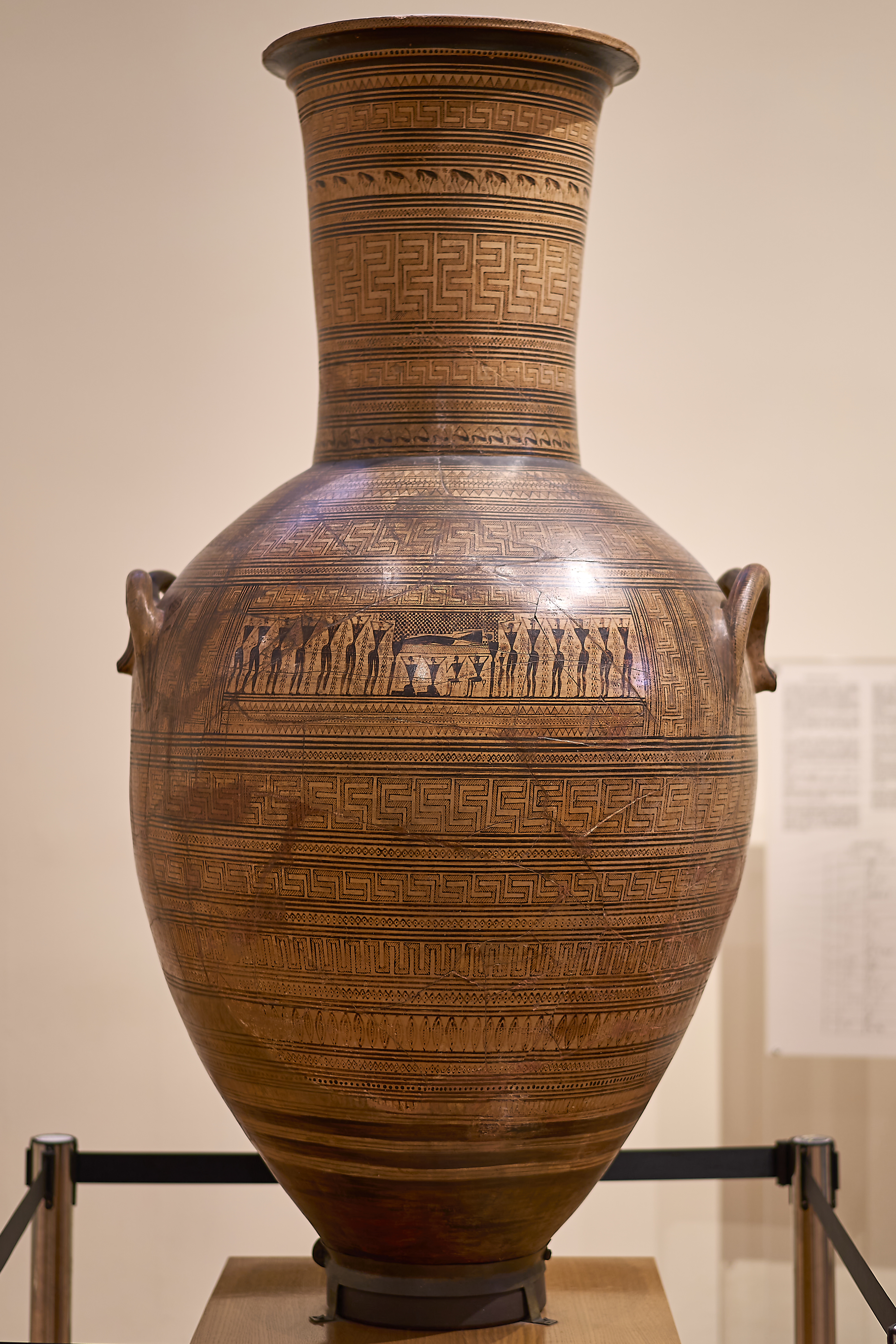
Waza dipylońska

Greckie wazy pełniły różne funkcje, a co za tym idzie, ich kształty były różnorodne. Można wyróżnić kilkadziesiąt kształtów wypalanych naczyń. Służyły one w gospodarstwach domowych, przechowywano w nich różne produkty, takie jak wino, oliwa, woda, mleko, zboże. Wazy greckie były również wręczane jako nagrody dla zwycięzców igrzysk olimpijskich. Monumentalne wazy, których wysokość osiągała nawet dwa metry, pełniły funkcję cmentarnych nagrobków (funkcja sepulkralna). Do tego typu naczyń należały m.in. wazy dipylońskie, których nazwa pochodzi od Bramy Dipylońskiej, przy której znaleziono większość waz. Brama Dipylońska znajdowała się w pobliżu ateńskiej nekropolii.
Naczynia z wypalanej gliny pokrywane malowidłami towarzyszyły Grekom w życiu codziennym. Pełniły rodzaj ogólnodostępnej sztuki. Dzięki konkurencji występującej między wieloma funkcjonującymi wówczas warsztatami rzemieślników-garncarzy, greckie wyroby ceramiczne szybko osiągnęły najwyższy poziom artystyczny. Malarstwo ceramiczne opowiadało natomiast o obyczajach Greków. Przedstawiało formy zabaw i gier, ukazywało szczegóły ubioru, sprzęty domowe oraz rzemiosło wojenne.
W zależności od przeznaczenia, możemy wyróżnić kilka najpopularniejszych rodzajów waz używanych w starożytnej Grecji:
- amfora – naczynie, w którym przechowywano wino i oliwę,
- krater – naczynie, w którym mieszano wino i wodę,
- hydria – naczynie służące do przenoszenia oraz nalewania wody,
- pyksis – naczynie w kształcie puszki, w którym przechowywano zioła lub drogocenne przedmioty,
- kyliks – kielich,
- lekyt – naczynie na oliwę i substancje zapachowe które wykorzystywano podczas czynności toaletowych; szczególną kategorię stanowiły lekyty nagrobne związane z kultem zmarłych[2].

## Malarstwo ceramiczne

### Style ceramiczne
Niezależnie od przeznaczenia, greckie wazy pokrywano malowidłami w różnych stylach. W starożytnej Grecji ukształtowały się cztery style ceramiczne:
- Styl geometryczny - najstarszy spośród czterech, wykształcił się około 900 r. p.n.e. Naczynia w tym stylu pokrywano geometrycznymi zdobieniami, np. ornamentem meandrem. Umieszczano na nich również zgeometryzowane sylwety ludzkie lub zwierzęce, które rozmieszczano na brzuścu naczynia w układach pasowych. Postaci przedstawiano według określonego kanonu: zwierzęta były przedstawiane z profilu, w sylwetach ludzkich tors i oczy ukazywano en face, a nogi i głowę również z profilu[2]. Ornament zrytmizowany, w układzie pasowym podkreślał architekturę i budowę naczynia (tektonika)[3].

- Styl orientalizujący - rozwinął się w VII w. p.n.e.[3] i wyparł styl geometryczny. Ornamentyka tego stylu czerpała inspiracje z motywów wschodnich, które pojawiały się na tkaninach i wyrobach metalowych starożytnego Wschodu. Wyobrażenia nieznanej Grekom fauny (pantery, lwy, tygrysy) a także przedstawienia stworów fantastycznych (gryfy, sfinksy, syreny) pojawiały się obok ornamentów roślinnych. Wśród stylizowanych elementów roślinnych można wyróżnić np. rozety (róże widziane z góry) czy palmety (stylizowane liście palmy czy kwiaty lotosu). Kompozycje w tym stylu często były przeładowane, a dekoracje nie tylko malowane, ale również rytowane[2].

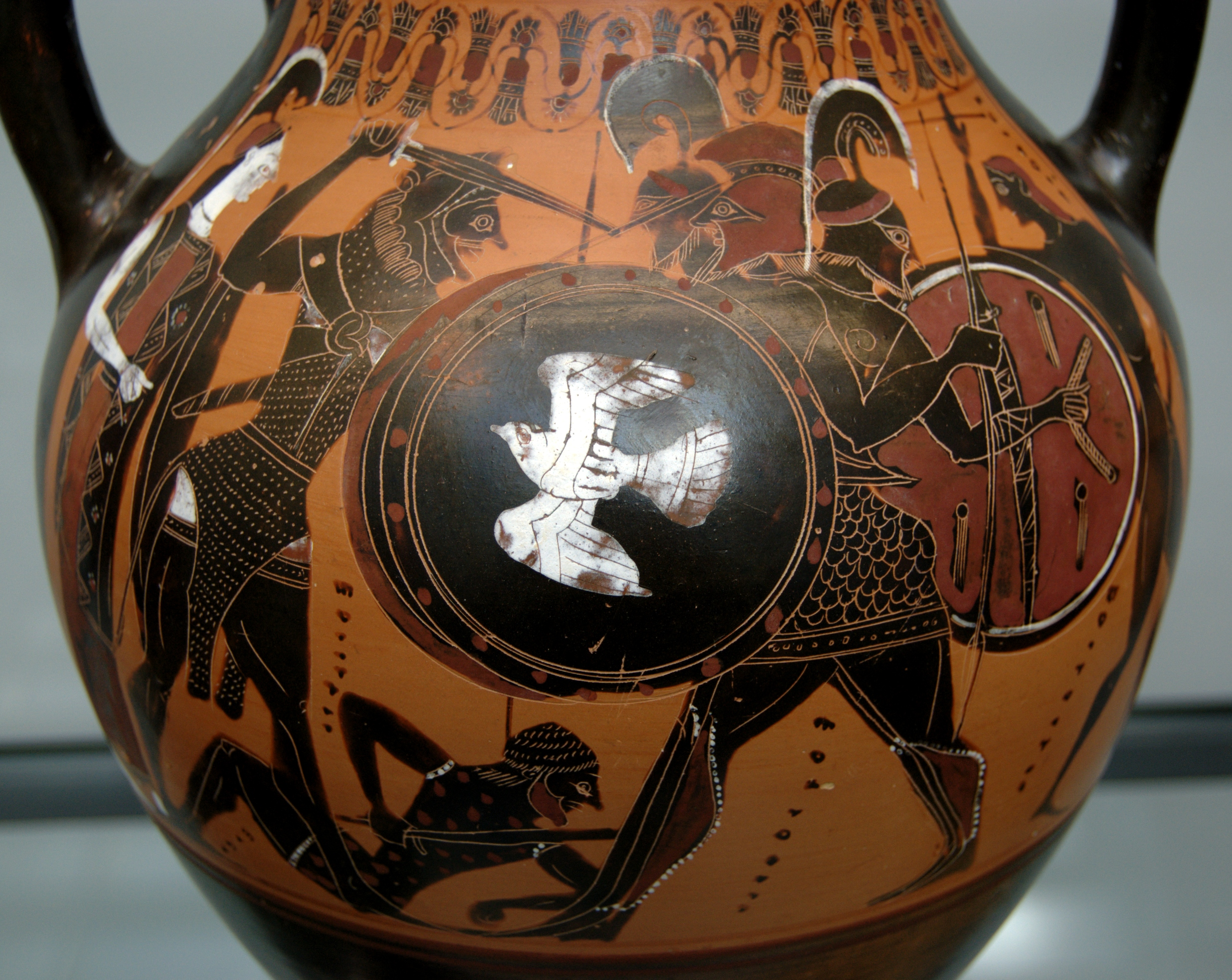
Waza w stylu czarnofigurowym

- Styl czarnofigurowy - powstał na początku VI w. p.n.e. Na naczyniach dekorowanych w tym stylu pojawiały się przedstawienia czarnych postaci. Opracowywano je sylwetowo, stosując płaską plamę barwną. Postacie ukazywane były na jasnym tle, które przybierało kolor wypalonej glinki. Za pomocą narzędzia zwanego rylcem w sylwetach dodawano rysunek, dzięki czemu nabierały one dekoracyjności, miękkości, a ich twarze, fryzury i ubrania szczegółowości. Postaci przedstawiano według kanonu, którym cechował się też styl geometryczny. Na wazach w stylu czarnofigurowym ukazywano przedstawienia o tematyce mitologicznej lub sceny z życia codziennego. Ornament wkomponowywano w układ pasowy[2].

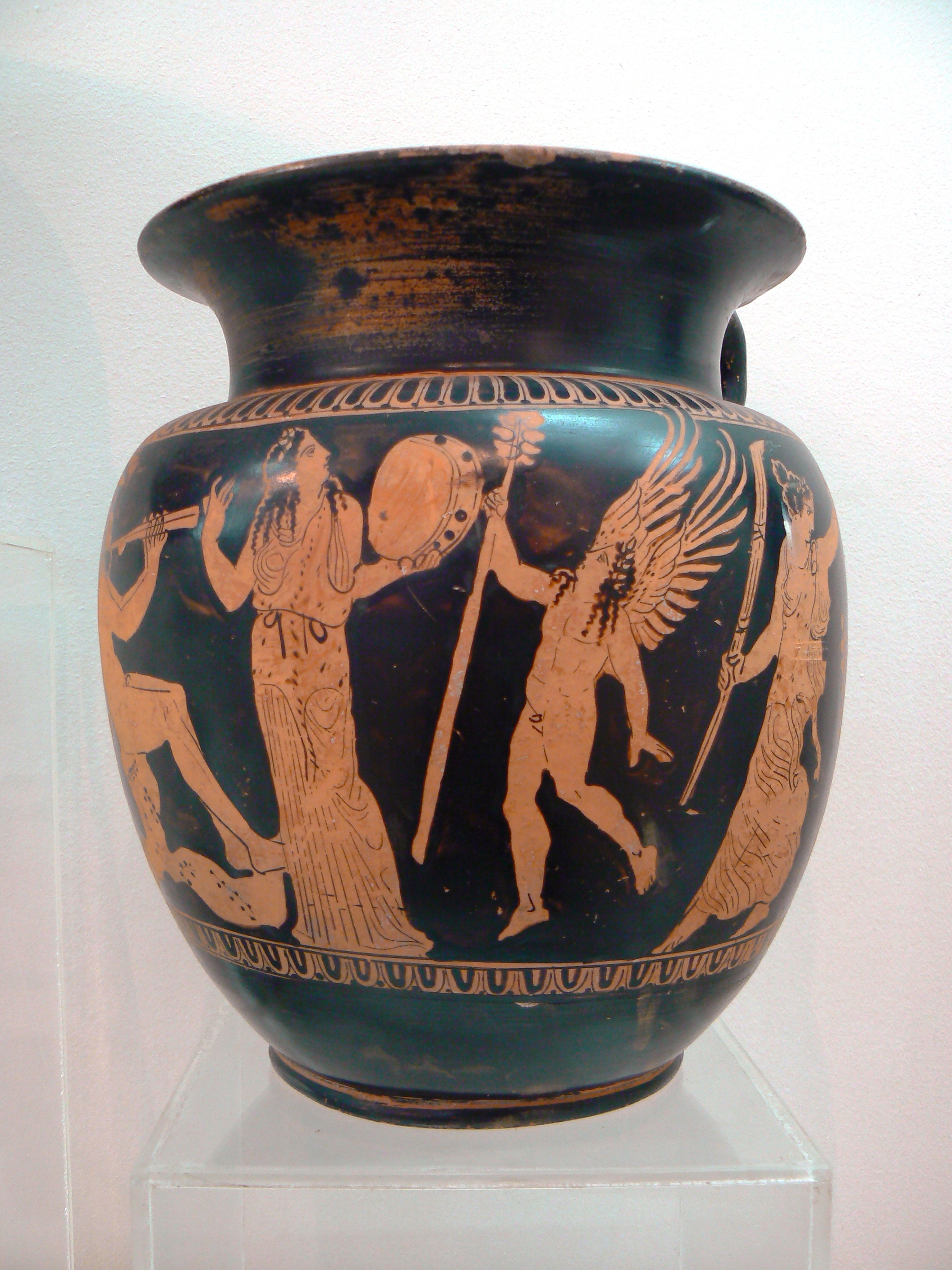
Waza w stylu czerwonofigurowym

- Styl czerwonofigurowy - pojawił się w połowie V w. p.n.e. Przypominał styl czarnofigurowy z zastosowaniem odwrócenia kolorów - czarne pozostawało tło, a sylwety postaci przedstawiano w barwach czerwonych, żółtawych lub w odcieniach bieli. Przez zastosowanie tej techniki ujęcia były mniej schematyczne, bardziej zbliżone do natury. W muskulaturze ciała pojawiła się większa dokładność, a w draperii więcej szczegółów. Postaci ukazywano w ruchu, dzięki czemu przedstawienia nabrały dynamizmu. Stosowano skróty perspektywiczne. Częściej sięgano po motywy ukazujące sceny z życia codziennego, takie jak uczty, tańce, zawody sportowe[2].

#### Najpopularniejsze motywy zdobnicze
- meander – ornament geometryczny utworzony z ciągłej, załamującej się w równych odstępach pod kątem prostym linii, wykorzystywano go w ceramice i architekturze,
- palmeta – ornament dekoracyjny, w którym występował powtarzający się motyw liścia palmowego z listkami ułożonymi w promienisty sposób, wykorzystywano go w ceramice i architekturze,
- wole oczy – ornament ciągły, reliefowy, z motywem wypukłego owalnego kształtu,
- kimation – ornament ciągły, pasowy, który składał się ze stylizowanych liści lub kwiatów, występował w różnych odmianach[2].

## Budowa
Naczynia przybierały różnorodne kształty, o czym decydowała ich funkcja. Jednak nie zważając na przeznaczenie, wszystkie charakteryzowały się występowaniem kilku wyraźnie wyodrębnionych części budowy. Proporcje poszczególnych części cechowała doskonała harmonia. Wśród części wazy greckiej możemy wyróżnić:
- brzusiec naczynia, na którym zazwyczaj umieszczano główną dekorację,
- szyjkę naczynia,
- stopę naczynia[3].

## Technika
Greckie wazy były tworzone na kole garncarskim, a czasem również wytwarzano je w formach (takich jak rytony czy naczynia o kształtach zwierzęcych lub ludzkich). Po wyschnięciu nakładano na nie tzw. pokost, czyli cienką warstwę glinki bogatej w tlenki żelaza i alkalie, a następnie zdobiono je (w technice czarnofigurowej) lub malowano tło (w technice czerwonofigurowej). Wypalano je w specjalnych piecach, w temperaturze około 950 °C, precyzyjnie kontrolując dopływ powietrza. W wyniku reakcji chemicznych część naczynia pokryta pokostem stawała się szklista i czarna, podczas gdy pozostała część przybierała czerwony kolor. Czasami po wypaleniu dodawano złocenia lub malowano naczynie kolorowymi farbami, które były jednak nietrwałe.